# Acheloj-Nunatak
Der Acheloj-Nunatak (bulgarisch Ахелойски нунатак Achelojski nunatak; englisch Aheloy Nunatak) ist ein 390 m hoher Nunatak auf der Livingston-Insel im Archipel der Südlichen Shetlandinseln. Er ragt 1,6 km ostsüdöstlich des Kuzman Knoll, 2,55 km südlich des Maritsa Peak und 1,6 km nordnordöstlich des Zograf Peak sowie 275 m nordnordöstlich des Erma Knoll aus dem Huron-Gletscher. In den Tangra Mountains bildet er den nordöstlichen Ausläufer eines Gebirgskamms, zu dem der Erma Knoll und der Losen-Nunatak gehören und der über den Lozen Saddle mit dem Zograf Peak verbunden ist.
Bulgarische Wissenschaftler kartierten ihn zwischen 2004 und 2005. Die bulgarische Kommission für Antarktische Geographische Namen benannte ihn 2005 nach einer Ortschaft an der bulgarischen Schwarzmeerküste.